# Leucispa odewahnii
Leucispa odewahnii is een keversoort uit de familie bladkevers (Chrysomelidae). De wetenschappelijke naam van de soort werd in 1869 gepubliceerd door Joseph Sugar Baly.